# Municipio de Pinora
El municipio de Pinora (en inglés: Pinora Township) es un municipio ubicado en el condado de Lake en el estado estadounidense de Míchigan. En el año 2010 tenía una población de 717 habitantes y una densidad poblacional de 7,8 personas por km².

## Geografía
El municipio de Pinora se encuentra ubicado en las coordenadas 43°56′27″N 85°36′29″O / 43.94083, -85.60806. Según la Oficina del Censo de los Estados Unidos, el municipio tiene una superficie total de 91.98 km², de la cual 91,87 km² corresponden a tierra firme y (0,12 %) 0,11 km² es agua.

## Demografía
Según el censo de 2010, había 717 personas residiendo en el municipio de Pinora. La densidad de población era de 7,8 hab./km². De los 717 habitantes, el municipio de Pinora estaba compuesto por el 97,07 % blancos, el 0,7 % eran afroamericanos, el 0,42 % eran amerindios y el 1,81 % eran de una mezcla de razas. Del total de la población el 0,28 % eran hispanos o latinos de cualquier raza.